# Антигуанско-индийские отношения
Антигуанско-индийские отношения — двусторонние дипломатические отношения между Антигуа и Барбудой и Индией.

## История
В июле 2005 года Антигуа и Барбуда выразили поддержку «Группы четырёх» о реформах Организации Объединённых Наций (ООН). 

## Визиты
В январе 2007 года премьер-министр Антигуа и Барбуды Болдуин Спенсер посетил Индию и был главным гостем на созыве Академии высшего образования Манипала. В начале апреля 2012 года депутат парламента Антигуа и Барбуды Майкл Эскот посетил Индию с официальным визитом.
4—21 октября 2015 года генерал-губернатор Антигуа и Барбуды Родни Уильямс посетил Индию для участия в 16-й Международной конференции главных судей мира, проходившей в Лакхнау. Уильямс также посетил больницу в Хайдарабаде.
В июле 2015 года секретарь министерства иностранных дел Индии Р. Сваминатан посетил Антигуа и Барбуду и встретился с премьер-министром Гастоном Брауном, министром иностранных дел и министром здравоохранения Антигуа и Барбуды.

## Экономические отношения
Двусторонняя торговля между Антигуа и Барбудой и Индией в 2015—2016 годах составила 2,57 млн $. Индия экспортировала товары на сумму 2,56 млн $ и импортировала товары на небольшую сумму в 10 тысяч $.
Основными товарами, экспортируемыми Индией на Антигуа и Барбуду, являются транспортные средства (за исключением железнодорожных), чугун и сталь, фармацевтические препараты, а также одежда. Основными товарами, импортируемыми Индией из Антигуа и Барбуды, являются фрукты, орехи и алюминий.
19 января 2007 года Академия высшего образования Манипала подписала меморандум о взаимопонимании с правительством Антигуа и Барбуды и Барбуды о создании офшорного кампуса на острове Антигуа.
В декабре 2008 года академия приобрела в полную собственность Американский университет Антигуа (AUA) у нью-йоркской компании Greater Caribbean Learning Resources. Впоследствии Manipal Education потратила 150 крор на расширение кампуса, чтобы увеличить количество студентов с 1000 до 2500.
В августе 2013 года Антигуа и Барбуда представила Программу гражданства за инвестиции (CIP), которая предоставляет гражданство лицам, вложившим более 400 000 $ в предварительно утверждённый проект недвижимости. Программа была в первую очередь нацелена на состоятельных граждан Индии и Китая. В сентябре 2014 года правительство Антигуа и Барбуды назначило индийского предпринимателя Раджата Кхаре послом бренда страны по продвижению решений в области туризма, инвестиций и национальной безопасности.
По состоянию на декабрь 2016 года на Антигуа и Барбуде проживает около 150 индийцев. Они занимается производством одежды, ювелирных изделий и фармацевтики, а некоторые из них являются студентами, которые учатся на различных медицинских факультетах вузов. По данным переписи 2001 года Антигуа и Барбуда, 0,7 % из страны населения имеет индийское происхождение.

## Инвестиции
В 2008 году Индия помогла Антигуа и Барбуде провести технико-экономическое обоснование для промышленного парка и технико-экономическое обоснование для центра очистки сточных вод в 2009 году. 20 марта 2017 года Индия предоставила Антигуа и Барбуде 400 000 долларов на установку солнечных батарей.
Граждане Антигуа и Барбуды имеют право на стипендии в рамках Индийской программы технического и экономического сотрудничества.

## Дипломатические представительства
Верховный комиссар Индии в Джорджтауне (Гайана), одновременно аккредитован на Антигуа и Барбуда. У Антигуа и Барбуды есть почётное генеральное консульство в Нью-Дели.